# Stara Synagoga w Dubrowniku
Stara Synagoga w Dubrowniku – synagoga znajdująca się w Dubrowniku w Chorwacji, przy ulicy Żydowskiej. Jest drugą najdłużej czynną synagogą w Europie i najstarszą, ciągle czynną sefardyjską synagogą na świecie.
Synagoga została zbudowana w 1408 roku. Przez kilka kolejnych wieków przechodziła kilkadziesiąt renowacji i remontów. Podczas II wojny światowej zdewastowana. Ponownie otwarta w 1956 roku. Ostatnie sporadyczne nabożeństwa odbyły się 1969 roku.
W 1991 roku dach synagogi uległ zawaleniu i wkrótce dokonano odpowiednich napraw. W 1997 roku ponownie otwarto odrestaurowaną synagogę dla celów religijnych oraz na potrzeby muzeum żydowskiego. W 1998 roku gmina żydowska w Dubrowniku liczyła 30 osób.